# Бахубал
Бахуба́л (бенг. বাহুবল, англ. Bahubal) — город на востоке Бангладеш, административный центр одноимённого подокруга. Площадь города равна 2,12 км². По данным переписи 2001 года, в городе проживало 2560 человек, из которых мужчины составляли 53,09 %, женщины — соответственно 46,91 %. Плотность населения равнялась 1208  чел. на 1 км². Уровень грамотности взрослого населения составлял 48,3 % (при среднем по Бангладеш показателе 43,1 %). 